# Sevenum

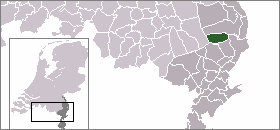
Sevenums läge

Sevenum är en historisk kommun i provinsen Limburg i Nederländerna. Kommunens totala area är 48,66 km² (där 0,69 km² är vatten) och invånarantalet är 7 474 invånare (2005).